# きらめき通り
きらめき通り（きらめきどおり、ローマ字表記: Kirameki Dōri）は、福岡県福岡市中央区天神二丁目のきらめき通り東口交差点から同一丁目の福岡市役所広場前交差点に至る通りの通称。

## 概要
全長（地図）は約405 メートル、片側1車線。
きらめき通り中央交差点はソラリアプラザ、VIORO、岩田屋本館、同新館の4つの大型商業ビルに取り囲まれ、マスコミでは天神で最も歩行者が多い交差点と紹介されたこともある。
また、渡辺通り側からきらめき通り中央交差点付近までの地下には地下道「きらめき地下通路」があり、天神地下街、ソラリアステージ、福岡三越、ソラリアプラザ、VIORO、岩田屋本館・新館と接続している。
福岡市が認定する路線としての正式名称は福岡市道天神4号線（地図）、18号線（地図）及び19号線（地図）であり、位置関係を次に図示する。
| Map of Kirameki Dōri, きらめき通りの地図                        |
| Ref.: Map of Tenjin 18th Street, 参考：福岡市道天神18号線の地図 |
| Ref.: Map of Tenjin 19th Street, 参考：福岡市道天神19号線の地図 |
| Ref.: Map of Tenjin 4th Street, 参考：福岡市道天神4号線の地図   |

## 沿線
- ソラリアステージ
- ソラリアターミナルビル
  - 西鉄福岡（天神）駅
  - 西鉄天神高速バスターミナル
  - 福岡三越
- ソラリアプラザ
  - TOHOシネマズ天神
- VIORO
- 岩田屋本館
- 岩田屋新館
- ラウンドワン福岡天神店

## 接続する主な通り
- 渡辺通り
- 天神西通り
- メルヘン通り
- ふれあい通り